# Dian Chi
Dian Chi (chiń. 滇池; pinyin Diān Chí), nazywane również Kunming Hu (chiń. 昆明湖; pinyin Kūnmíng Hú) – słodkowodne jezioro w południowych Chinach, w prowincji Junnan, w pobliżu miasta Kunming. Leży na wysokości 1886,35 m n.p.m., zajmuje powierzchnię 297,9 km², ma objętość ok. 1,1 km³ a jego głębokość maksymalna sięga 5,87 m. Największe pod względem powierzchni jezioro Junnanu. 

## Ekologia
Jezioro jest siedliskiem kilku endemicznych gatunków ryb, m.in. Acheilognathus elongatus, Liobagrus nigricauda, Pseudobagrus medianalis, Schizothorax grahami, Silurus mento, Sinocyclocheilus grahami czy Yunnanilus nigromaculatus, zagrożonych ze względu na duże zanieczyszczenie ściekami przemysłowymi. 

## Turystyka
W okolicy znajduje się kilka atrakcji turystycznych, m.in. mauzoleum słynnego XV-wiecznego podróżnika Zhenga He, kurort Baiyukuo oraz świątynie buddyjskie i taoistyczne. Na brzegu jeziora znajduje się również skansen etnograficzny, przedstawiający tradycje ludów zamieszkujących Junnan.